# Kemiri (Gebang)
Kemiri is een bestuurslaag in het regentschap Purworejo van de provincie Midden-Java, Indonesië. Kemiri telt 956 inwoners (volkstelling 2010).